# 怪談協會
《怪談協會》，又作《怪譚協會》，是一部1996年的香港電影，馬偉豪、錢文錡、葉偉民執導、馬偉豪、鄒凱光、王晶編劇，袁詠儀、黎姿、舒淇、鄧一君、張達明、谷德昭、徐錦江等主演的靈異電影，內中包括了《肥BOSS》（辦公室怪談）、《四不像》（學校怪談）、《替身》（租屋怪談）等三個恐怖故事。

## 劇情
女記者奉命潛入一個名叫怪談協會的神秘組織，發現這只是一個講鬼故事比賽的組織，大家在聚餐時講鬼故事，勝者可以自命為主席。聽完了《肥BOSS》、《四不像》、《替身》這三則鬼故事，正當女記者心滿意足時，卻發覺這場聚餐並不單純....。

### 肥BOSS
會計師王開朗（張達明飾），長久以來受到上司文生（綽號「肥BOSS」，谷德昭飾）的虐待，王開郎不堪其擾下持刀挾持「肥BOSS」，「肥BOSS」奪刀反擊，卻心臟病病發而亡。開朗愧疚萬分，誰知走馬上任的新美女上司Mill（黎姿飾），性格與「肥BOSS」一樣古怪，對他頤指氣使，更奇怪的是連小動作都一模一樣，開朗疑心生暗鬼，在心中設想......

### 四不像
医学系新生小波（鄧一君飾）與毛毛（黃偉南飾），因遭受學長霸凌，逞英雄摸了校園的禁忌雕像“四不像”。毛毛摸後，大為倒楣，小波卻不受影響，還逆勢上揚地遇到一位美豔女子（江希文飾），激起愛情漣漪，在與女子的交往之中，小波發現這女子似乎並非常人.....

### 替身
模特兒袁小敏（袁咏仪饰）將空房租給一名神秘的女子俞惠淇（舒淇飾），卻發覺俞惠淇與自己愈來愈神似，竟然讓大家都認錯，這讓小敏萬分困擾。小敏發覺變成惠淇的替身了，唯一能辨認自己的是徐神父（徐錦江飾），神父答應小敏，要幫她解決這個難題.....